# Logique
Pour les articles homonymes, voir Logique (homonymie).
 (octobre 2019).

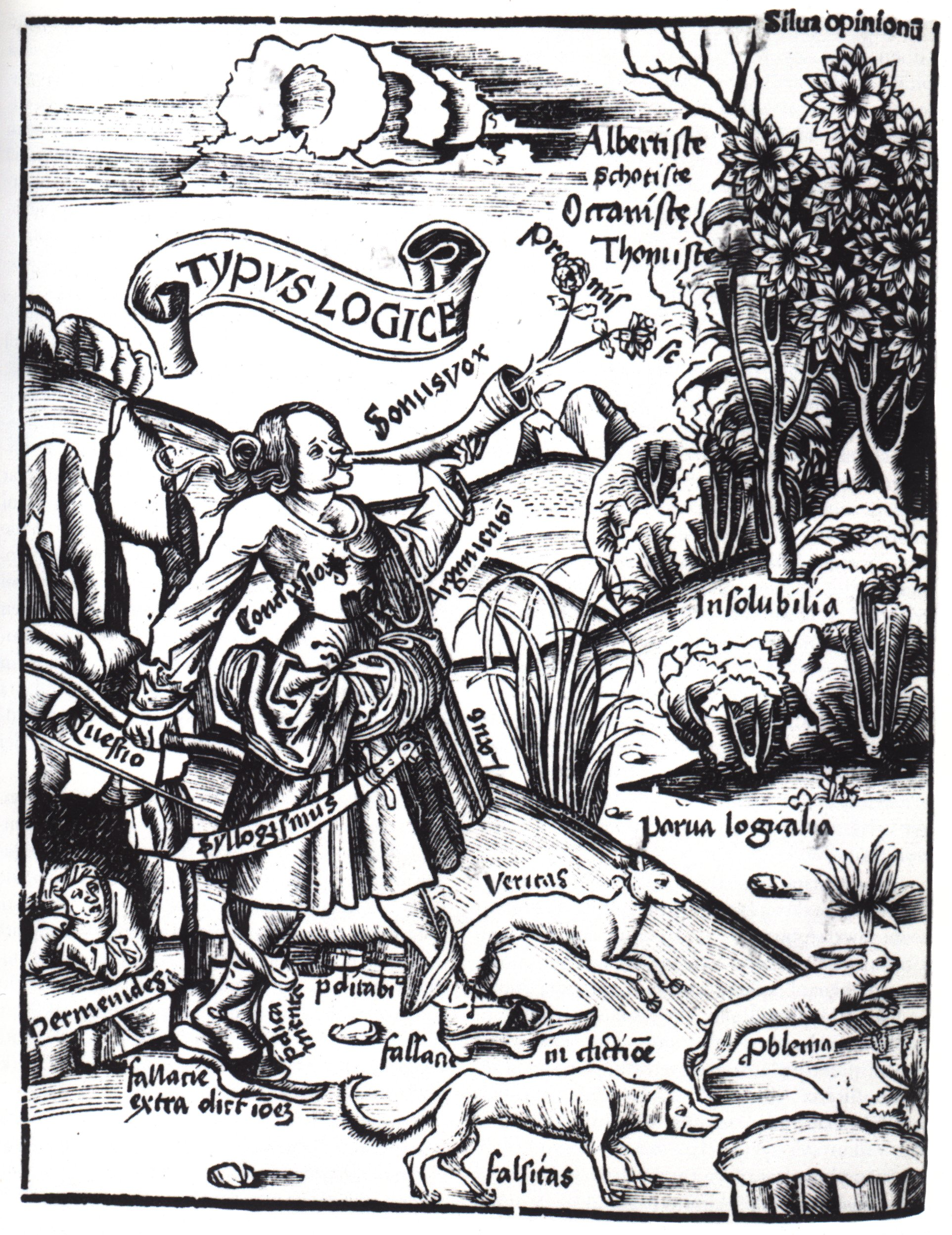
Gregor Reisch, « La logique présente ses thèmes centraux », ', 1503/08 (?). Les deux chiens veritas et falsitas courent derrière le lièvre problema, la logique se presse armée de son épée syllogismus. En bas à gauche se trouve Parménide dans une grotte, grâce auquel la logique aurait été introduite dans la philosophie.

La logique  — du grec λογική / logikḗ (adjectif dérivé de λόγος / lógos, « raison, langage, raisonnement »), sous-entendu τέχνη / tékhnē : « l'art du raisonnement »,  — est, dans une première approche, l'étude de l'inférence, c'est-à-dire des règles formelles que doit respecter toute argumentation correcte. Le terme aurait été utilisé pour la première fois par Xénocrate.
La logique antique se décompose d'abord en dialectique et rhétorique.
Elle est depuis l'Antiquité l'une des grandes disciplines de la philosophie, avec l'éthique (philosophie morale) et la physique (science de la nature).
Les travaux de George Boole, William Stanley Jevons, Gottlob Frege ont permis depuis le XIXe siècle le développement fulgurant d'une approche mathématique de la logique. Sa convergence opérée avec l'informatique depuis la fin du XXe siècle lui a donné un regain de vitalité.
Elle trouve depuis le XXe siècle de nombreuses applications en ingénierie, en linguistique, en psychologie cognitive, en philosophie analytique ou en communication.

## Histoire

### Antiquité
La logique est à l'origine de la recherche de règles générales et formelles permettant de distinguer un raisonnement concluant de celui qui ne l'est pas. Elle trouve ses premiers tâtonnements dans les mathématiques et surtout dans la géométrie mais c'est principalement sous l'impulsion de la pensée philosophique, de l'oeuvre de Platon, des Mégariques et ensuite d'Aristote qu'elle prend son envol.
La logique a très tôt été utilisée contre elle-même, c'est-à-dire contre les conditions mêmes du discours : le sophiste Gorgias l'utilise dans son Traité du non-être afin de prouver qu'il n'y a pas d'ontologie possible : « ce n'est pas l'être qui est l'objet de nos pensées » : la vérité matérielle de la logique est ainsi ruinée. Le langage acquiert ainsi sa propre loi, celle de la logique, indépendante de la réalité. Mais les sophistes ont été écartés de l'histoire de la philosophie (sophiste a pris un sens péjoratif), si bien que la logique, dans la compréhension qu'on en a eu par exemple au Moyen Âge, est restée soumise à la pensée de l'être.

### Ère moderne
Au XVIIe siècle, René Descartes contribue à déterminer une logique "transcendantale", valable autant dans les sciences que dans les raisonnements courants. Dans "Discours de la Méthode", il énonce des principes, qui sont autant des conséquences d'une logique holistique, que des moyens pour générer des connaissances nouvelles, rigoureuses. Le philosophe Gottfried Wilhelm Leibniz réalise des recherches fondamentales en logique qui révolutionnent profondément la logique aristotélicienne. Il se réclame constamment de la tradition des syllogismes d'Aristote et tente de l'intégrer à son propre système. Il est le premier à imaginer et à développer une logique formelle.
Emmanuel Kant, quant à lui, définit la logique comme « une science qui expose dans le détail et démontre avec rigueur les règles formelles de toute pensée ». Les six œuvres d'Aristote regroupées sous le titre d’Organon, où figurent notamment les Catégories et l'étude du syllogisme, furent longtemps considérées comme la référence sur ce sujet.
En 1847 est publié le livre de George Boole, intitulé Mathematical Analysis of Logic, puis An Investigation Into the Laws of Thought, on Which are Founded the Mathematical Theories of Logic and Probabilities. Boole y développe une nouvelle forme de logique, à la fois symbolique et mathématique. Son but est de traduire des idées et des concepts en expressions et équations, de leur appliquer certains calculs et de traduire le résultat en termes logiques, marquant ainsi le début de la logique moderne, fondée sur une approche algébrique et sémantique, que l'on a appelée plus tard algèbre de Boole en son honneur.

## Différentes approches
De manière très générale, il existe quatre approches de la logique :

### Historique
Cette première approche met l'accent sur l’évolution et le développement de la logique, en insistant tout particulièrement sur la syllogistique aristotélicienne et les tentatives, depuis Leibniz, de faire de la logique un véritable calcul algorithmique. Cette approche historique est tout particulièrement intéressante pour la philosophie car aussi bien Aristote, les Stoïciens ou Leibniz ont travaillé comme philosophes et comme logiciens, tout au long de l'histoire de la logique.

### Mathématique
La logique mathématique contemporaine est liée aux mathématiques, à l’informatique et à l'ingénierie. L’approche mathématique a une position qui est un peu particulière d'un point de vue épistémologique, puisqu'elle est à la fois un outil de définition des mathématiques, et une branche de ces mêmes mathématiques, donc un objet.

### Philosophique
La philosophie, et surtout la philosophie analytique qui étudie essentiellement le langage propositionnel, reposent sur un outillage d’analyse et argumentatif provenant, d'une part des développements logiques réalisés au cours de l'histoire de la philosophie et, d'autre part, des développements récents de la logique mathématique. Par ailleurs, la philosophie et surtout la philosophie de la logique se donnent pour tâche d’éclairer les concepts fondamentaux et les méthodes de la logique.

### Informatique
L'approche informatique étudie l'automatisation des calculs et des démonstrations, les fondements théoriques de la conception des systèmes, la programmation et l'intelligence artificielle. L'approche informatique est aujourd'hui cruciale car, en essayant de mécaniser les raisonnements, voire de les automatiser, la logique et les mathématiques vivent une véritable révolution depuis la fin du XXe siècle. Et notamment à la suite de l'exploitation de la correspondance preuve-programme. Les conséquences épistémologiques de ces développements sont encore largement insoupçonnées.

## Grands domaines de la logique

### Logique syllogistique
L'Organon est le principal ouvrage de logique d'Aristote, comprenant notamment les Premiers Analytiques ; il constitue le premier travail explicite de logique formelle, avec notamment l'introduction de la syllogistique.
Les travaux d'Aristote sont considérés en Europe et au Moyen-Orient à l'époque classique, médiévale comme l'image même d'un système entièrement élaboré[réf. nécessaire]. Cependant, Aristote n'a pas été le seul, ni le premier : les stoïciens ont proposé un système de logique propositionnelle qui a été étudiée par les logiciens médiévaux. En outre, le problème de généralité multiple a été reconnu à l'époque médiévale.

### Logique propositionnelle
Le calcul des propositions est un système formel dans lequel les formules représentent des propositions qui peuvent être formées en combinant les propositions atomiques et en utilisant les connecteurs logiques, et dans lequel un système de règles de démonstration formelle établit certains « théorèmes ».

### Calcul des prédicats

Le Begriffschrift de Gottlob Frege a introduit la notion de quantificateurs dans une notation logique, qui représente ici la formule ,qui est vrai.

Un calcul des prédicats est un système formel, qui peut être soit la logique du premier ordre, soit la logique du second ordre, soit la logique d'ordre supérieur, soit la logique infinitaire. Il exprime par la quantification un large échantillon de propositions du langage naturel. Par exemple, le paradoxe du barbier de Bertrand Russell, «il y a un homme qui rase tous les hommes, qui ne se rasent pas » peut être formalisé par la formule :{\displaystyle (\exists x)({\text{homme}}(x)\wedge (\forall y)({\text{homme}}(y)\rightarrow ({\text{rase}}(x,y)\leftrightarrow \neg {\text{rase}}(y,y))))} en utilisant le prédicat {\displaystyle {\text{homme}}(x)} pour indiquer que {\displaystyle x} est un homme, la relation binaire {\displaystyle {\text{rase}}(x,y)} pour indiquer que {\displaystyle y} est rasé par {\displaystyle x} et d'autres symboles pour exprimer la quantification, la conjonction, l'implication, la négation, et l'équivalence.

### Logique modale
Dans le langage naturel, une modalité est une flexion ou un ajout pour modifier la sémantique d'une proposition.
Par exemple, la proposition « Nous allons aux jeux » peut être modifiée pour donner « Nous devrions aller aux jeux », ou « Nous pouvons aller aux jeux » ou « Nous irons aux jeux » ou « Il faut que nous allions aux jeux ».
Plus abstraitement, la modalité affecte le cadre dans lequel une affirmation est satisfaite.
En logique formelle, une logique modale est une logique étendue par l'adjonction d'opérateurs, qui sont appliqués aux propositions pour en modifier le sens.

### Logique philosophique
La logique philosophique traite des descriptions formelles du langage naturel. Ces philosophes considèrent que l'essentiel du raisonnement quotidien peut être transcrit en logique, si une ou des méthode(s) parvient (parviennent) à traduire le langage ordinaire dans cette logique. La logique philosophique est essentiellement une extension de la logique traditionnelle antérieure à la logique mathématique et s'intéresse à la connexion entre le langage naturel et la logique.
Par conséquent, les logiciens philosophiques ont grandement contribué au développement des logiques non standard (par exemple, les logiques libres, les logiques temporelles) ainsi qu'aux diverses extensions de la logique (par exemple les logiques modales) et à la sémantique de ces logiques (par exemple, le supervaluationisme (en) de Kripke dans la sémantique de la logique).

## Notions élémentaires de logique formelle
Un langage logique est défini par une syntaxe, c'est-à-dire un système de symboles et de règles pour les combiner sous forme de formules. De plus, une sémantique est associée au langage. Elle permet de l'interpréter, c'est-à-dire d'attacher à ces formules ainsi qu'aux symboles une signification. Un système de déduction permet de raisonner en construisant des démonstrations.
La logique comprend classiquement :
- la logique des propositions (aussi appelée calcul des propositions) ;
- la logique des prédicats, qui contient des notations pour des entités avec des quantifications sur ces entités,

auxquelles s'ajoute :
- la logique combinatoire basée sur les notions de fonction et d'application, en lien avec le lambda-calcul et la logique intuitionniste.

### Syntaxes
La syntaxe de la logique des propositions est fondée sur des variables de propositions appelées également atomes que nous notons avec des lettres minuscules (p, q, r, s, etc.) Ces symboles représentent des propositions sur lesquelles on ne porte pas de jugement vis-à-vis de leur vérité : elles peuvent être soit vraies, soit fausses, mais on peut aussi ne rien vouloir dire sur leur statut. Ces variables sont combinées au moyen de connecteurs logiques qui sont, par exemple :
1. Le connecteur binaire disjonctif (ou), de symbole : ∨ ;
2. Le connecteur binaire conjonctif (et), de symbole : ∧ ;
3. Le connecteur binaire de l'implication, de symbole : → ;
4. Le connecteur unaire ou monadique de la négation (non), de symbole : ¬.

Ces variables forment alors des formules complexes.
La syntaxe de la logique du deuxième ordre, contrairement à celle du premier ordre, considère :
- les termes : représentant les objets étudiés ;
- les formules : propriétés de ces objets étudiés.

Dans la suite nous noterons V l'ensemble des variables (x, y, z…), F l'ensemble des symboles de fonctions (f, g…) et P l'ensemble des symboles de prédicats (P, Q…). On dispose également d'une application dite d'arité m[pas clair]. La signification des formules fait l'objet de la sémantique et diffère selon le langage envisagé.
En logique traditionnelle (appelée aussi logique classique ou logique du « tiers exclus »), une formule est soit vraie, soit fausse. Plus formellement, l'ensemble des valeurs de vérité est un ensemble B de deux booléens : le vrai et le faux. La signification des connecteurs est définie à l'aide de fonctions de booléens vers des booléens. Ces fonctions peuvent être représentées sous la forme de table de vérité.
La signification d'une formule dépend donc de la valeur de vérité de ses variables. On parle d'interprétation ou d'affectation. Toutefois, il est difficile, au sens de la complexité algorithmique, d'utiliser la sémantique pour décider si une formule est satisfaisante (ou non) voire valide (ou non). Il faudrait pour cela pouvoir énumérer toutes les interprétations qui sont exponentielles en nombre.
Une alternative à la sémantique consiste à examiner les preuves bien formées et à considérer leurs conclusions. Cela se fait dans un système de déduction. Un système de déduction est un couple (A, R), où A est un ensemble de formules appelées axiomes et R un ensemble de règles d'inférence, c'est-à-dire de relations entre des ensembles de formules (les prémisses) et des formules (la conclusion).
On appelle dérivation à partir d'un ensemble donné d'hypothèses une suite non vide de formules qui sont : soit des axiomes, soit des formules déduites des formules précédentes de la suite. Une démonstration d'une formule ϕ à partir d'un ensemble de formules Γ est une dérivation à partir de Γ dont la dernière formule est ϕ.

### Quantification
On introduit essentiellement deux quantificateurs dans la logique moderne :
- ∃ : il existe au moins un, appelé « quantificateur existentiel » ;
- ∀ : pour tout, appelé « quantificateur universel ».

Grâce à la négation, les quantificateurs existentiels et universels jouent des rôles duaux et donc, en logique classique, on peut fonder le calcul des prédicats sur un seul quantificateur.

### Égalité
Un prédicat binaire, que l'on appelle égalité, énonce le fait que deux termes sont égaux quand ils représentent le même objet. Il est géré par des axiomes ou schémas d'axiomes spécifiques. Cependant parmi les prédicats binaires c'est un prédicat très particulier, dont l'interprétation usuelle n'est pas seulement contrainte par ses propriétés énoncées par les axiomes : en particulier il n'y a usuellement qu'un prédicat d'égalité possible par modèle, celui qui correspond à l'interprétation attendue (l'identité). Son adjonction à la théorie préserve certaines bonnes propriétés comme le théorème de complétude du calcul des prédicats classique. On considère donc très souvent que l'égalité fait partie de la logique de base et l'on étudie alors le calcul des prédicats égalitaire.
Dans une théorie qui contient l'égalité, un quantificateur, qui peut être défini à partir des quantificateurs précédents et de l'égalité, est souvent introduit :
- ∃! (il existe un et un seul).

D'autres quantificateurs peuvent être introduits en calcul des prédicats égalitaires (il existe au plus un objet vérifiant telle propriété, il existe deux objets…), mais des quantificateurs utiles en mathématiques, comme « il existe une infinité… » ou « il existe un nombre fini… » ne peuvent s'y représenter et nécessitent d'autres axiomes (comme ceux de la théorie des ensembles).

## Logique non binaire
Il a fallu attendre le début du XXe siècle pour que le principe de bivalence soit clairement remis en question de plusieurs façons différentes :
- La première façon considère des logiques trivalentes qui ajoutent une valeur indéterminée, elles sont dues à Stephen Cole Kleene, Jan Łukasiewicz et Bochvar et se généralisent en logiques polyvalentes.
- La deuxième façon insiste sur le démontrable. Il y a donc ce qui est démontrable et le reste. Dans ce « reste », il peut y avoir des propositions réfutables, c'est-à-dire dont la négation est démontrable et des propositions au statut incertain, ni démontrable, ni réfutable. Cette approche, due en particulier à Gödel, est tout à fait compatible avec la logique classique bivalente, et on peut même dire que l'un des apports de la logique du XXe siècle est d'avoir analysé clairement la différence entre la démontrabilité et la validité, qui, elle, repose sur une interprétation en termes de valeurs de vérité. Mais la logique intuitionniste se fonde elle sur une interprétation des démonstrations, la sémantique de Heyting — ainsi une preuve de l'implication s'interprète par une fonction qui à une preuve de l'hypothèse associe une preuve de la conclusion, plutôt que sur une interprétation des énoncés par des valeurs de vérité. On a pu cependant après coup donner des sémantiques qui interprètent les énoncés, comme celle de Beth, ou celle de Kripke dans laquelle le concept de base est celui de monde possible. La logique intuitionniste est également utilisée pour analyser le caractère constructif des démonstrations en logique classique. La logique linéaire va encore plus loin dans l'analyse des démonstrations.
- La troisième façon est due à Lotfi Zadeh qui élabore une logique floue (fuzzy logic), dans laquelle une proposition est vraie selon un certain degré de probabilité (degré auquel on assigne lui-même un degré de probabilité). Voir aussi l'article sur la théorie de la complexité algorithmique.
- La quatrième façon, est celle de la logique modale qui par exemple atténue (possible) ou renforce (nécessaire) des propositions. Si Aristote s'intéresse déjà aux modalités, le XXe siècle, sous l'impulsion initiale de Clarence Irving Lewis, apporte une étude plus approfondie de celles-ci, et Saul Aaron Kripke donne une interprétation des énoncés des logiques modales utilisant des mondes possibles.